# Would I Lie to You? (televisieprogramma)
Would I Lie to You? is een komisch televisieprogramma van de BBC, waarin beroemdheden moeten raden of een vreemde bewering de waarheid is of een leugen.
Het eerste seizoen van het programma werd vanaf 21 juni 2007 uitgezonden op zaterdagavond op BBC One. Een Nederlandse versie getiteld Sterke verhalen werd uitgezonden door BNNVARA.

## Concept
In de eerste twee seizoenen werd het programma gepresenteerd door Angus Deayton, de voormalige presentator van Have I Got News for You, daarna nam Rob Brydon over. Er zijn twee teams, het ene onder leiding van David Mitchell, het andere onder leiding van Lee Mack. De teamcaptains worden elk bijgestaan door twee bekende gasten. De twee teams strijden tegen elkaar om te bepalen of schokkende of gênante uitspraken van een van de gasten waar zijn of niet: de panelleden moeten de feiten van de leugens onderscheiden.

### Rondes
- Home Truths - De panelleden lezen een uitspraak over zichzelf voor, het andere team moet beslissen of deze uitspraak waar is of niet.
- Ring of Truth - Een uitspraak over een beroemdheid wordt voorgelezen, elk van beide teams moet beslissen of deze uitspraak de waarheid is of een leugen.
- This is My... - Er wordt een gast voorgesteld, elk van de leden van een team probeert het andere team te overtuigen van hun relatie tot de gast.
- Telly Tales - Er worden beelden van een televisieprogramma getoond, een teamlid leest een uitspraak voor over dit programma, het andere team moet weer raden of dit waar is of niet.
- Quick Fire Round - Hetzelfde als Home Truths, maar deze keer tegen de klok.

## Afleveringen

### Seizoenen
| Seizoen    | Afleveringen | Uitgezonden       | Uitgezonden       | Overwinningen              |
| Seizoen    | Afleveringen | Start             | Einde             | Overwinningen              |
| ---------- | ------------ | ----------------- | ----------------- | -------------------------- |
| Seizoen 1  | 6            | 16 juni 2007      | 28 juli 2007      | Davids team (3–2)          |
| Seizoen 2  | 8            | 11 juli 2008      | 29 augustus 2008  | Davids team (5–3)          |
| Seizoen 3  | 8            | 10 augustus 2009  | 17 december 2009  | Lees team (3–1)            |
| Seizoen 4  | 8            | 23 juli 2010      | 10 september 2010 | Lees team (5–3)            |
| Seizoen 5  | 8            | 9 september 2011  | 25 november 2011  | Lees team (4–3)            |
| Seizoen 6  | 8            | 13 april 2012     | 29 juni 2012      | Onbesliste wedstrijd (4–4) |
| Seizoen 7  | 8            | 3 mei 2013        | 28 juni 2013      | Onbesliste wedstrijd (4–4) |
| Seizoen 8  | 8            | 12 september 2014 | 8 januari 2015    | Lees team                  |
| Seizoen 9  | 8            | 31 juli 2015      | 13 januari 2016   | Davids team                |
| Seizoen 10 | 8            | 2 september 2016  | 21 oktober 2016   | Davids team                |
| Seizoen 11 | 8            | 20 november 2017  | 19 januari 2018   | Davids team                |
| Seizoen 12 | 8            | 12 oktober 2018   | 18 januari 2019   | Lees team                  |
| Seizoen 13 | 9            | 18 oktober 2019   | 7 februari 2020   | Davids team                |
| Seizoen 14 | 9            | 8 januari 2021    | 1 maart 2021      | Onbesliste wedstrijd       |

## "Schokkende waarheden"
Voorbeelden van waarheden die onthuld werden in het programma:
- Dom Joly zat op school met Osama bin Laden
- Frankie Boyle is allergisch voor munten
- Jimmy Carr was 26 jaar oud toen hij ontmaagd werd
- John Barrowman heeft geplast in de tuin van prins Charles
- Lee Mack heeft de stal van Red Rum uitgemest
- Gwyneth Paltrow heeft ooit gezegd: "Ik ga liever dood dan dat ik mijn kind Cup-a-Soup laat eten"
- Len Goodman heeft een valk gedood toen hij aan het golfen was
- Tara Palmer-Tomkinson heeft eens een diamant opgegeten
- Paul McCartney heeft bij een concert wolken laten verwijderen toen hij het nummer Good Day Sunshine speelde
- Henning Wehn stond enige tijd op de vermistepersonenlijst van Interpol terwijl hij op fietsvakantie was in Marokko
- Kevin Bridges kocht per ongeluk een paard tijdens zijn vakantie in Bulgarije

## "Vreselijke leugens"
Voorbeelden van leugens die verteld werden in het programma:
- David Mitchell viel flauw tijdens de film Kill Bill
- Patrick McGuinness heeft gezoend met Paris Hilton
- Ben & Jerry's heeft ijs gemaakt met Anne Robinson-smaak
- Dara Ó Briain heeft sms-bericht gekregen van Bono
- Eamonn Holmes heeft zeven katten met de namen Monday, Tuesday, Wednesday, Thursday, Friday, Saturday en Pickle

## Productie
Titels die voorgesteld waren voor het programma waren Unbelievable en Pants on fire. Ook werd eerst bekendgemaakt dat komiek Alan Carr teamcaptain zou zijn, maar hij werd vervangen door Lee Mack.
Het eerste seizoen werd opgenomen in de Fountain Studios in Wembley in maart en april 2007. Het programma trok ongeveer 3,6 miljoen kijkers: een redelijk aantal voor het tijdstip en de zender waarop het werd uitgezonden.
Het tweede seizoen is opgenomen in november en december 2007. Dit seizoen bestaat uit acht afleveringen: twee meer dan het eerste seizoen. Het tweede seizoen werd opgenomen in het BBC-televisiecentrum in West-Londen, omdat de Fountain Studios gebruikt werden voor de opnamen van The X Factor.